# Liste des monuments historiques protégés en 1893
Cet article recense les monuments historiques français classés en 1893.

## Protections
| Édifice                                 | Commune                    | Département    | Région                  | Protection | Base Mérimée                         | Coordonnées                        | Image |
| --------------------------------------- | -------------------------- | -------------- | ----------------------- | ---------- | ------------------------------------ | ---------------------------------- | ----- |
| Église protestante de Scharrachbergheim | Scharrachbergheim-Irmstett | Bas-Rhin       | Grand Est               | classé     | « PA00084969 », notice no PA00084969 | 48° 35′ 23″ nord, 7° 29′ 25″ est   |       |
| Porte de l'horloge                      | Mehun-sur-Yèvre            | Cher           | Centre-Val de Loire     | classé     | « PA00096840 », notice no PA00096840 | 47° 08′ 08″ nord, 2° 13′ 14″ est   |       |
| Église Notre-Dame                       | Macau                      | Gironde        | Nouvelle-Aquitaine      | classé     | « PA00083613 », notice no PA00083613 | 45° 00′ 18″ nord, 0° 36′ 46″ ouest |       |
| Chapelle Saint-Jean                     | Mulhouse                   | Haut-Rhin      | Grand Est               | classé     | « PA00085523 », notice no PA00085523 | 47° 44′ 57″ nord, 7° 19′ 33″ est   |       |
| Église Saint-Pierre de Carennac         | Carennac                   | Lot            | Occitanie               | classé     | « PA00095042 », notice no PA00095042 | 44° 54′ 20″ nord, 1° 43′ 26″ est   |       |
| Église Notre-Dame-de-l'Assomption       | Le Vigan                   | Lot            | Occitanie               | classé     | « PA00095282 », notice no PA00095282 | 44° 44′ 22″ nord, 1° 27′ 09″ est   |       |
| Château de Vaucouleurs                  | Vaucouleurs                | Meuse          | Grand Est               | classé     | « PA00106647 », notice no PA00106647 | 48° 36′ 58″ nord, 5° 38′ 29″ est   |       |
| Chapelle des moines                     | Berzé-la-Ville             | Saône-et-Loire | Bourgogne-Franche-Comté | classé     | « PA00113113 », notice no PA00113113 | 46° 22′ 06″ nord, 4° 42′ 08″ est   |       |
| Église Saint-Nazaire                    | Bourbon-Lancy              | Saône-et-Loire | Bourgogne-Franche-Comté | classé     | « PA00113125 », notice no PA00113125 | 46° 37′ 14″ nord, 3° 46′ 07″ est   |       |
| Église Saint-Pierre-et-Saint-Paul       | Montceaux-l'Etoile         | Saône-et-Loire | Bourgogne-Franche-Comté | classé     | « PA00113367 », notice no PA00113367 | 46° 21′ 23″ nord, 4° 02′ 42″ est   |       |
| Croix de Saint-Marcel-Campes            | Saint-Marcel-Campes        | Tarn           | Occitanie               | classé     | « PA00095638 », notice no PA00095638 | 44° 05′ 02″ nord, 2° 00′ 06″ est   |       |